# Fuerza Especial de la Brigada de Fusileros Paracaidistas
La Fuerza Especial de la Brigada de Fusileros Paracaidistas, señalada también por su acrónimo FE-BFP, es la principal unidad de operaciones especiales compuesta por paracaidistas perteneciente al Ejército Mexicano. Está formada por los miembros más selectos y capacitados de la Brigada de Fusileros Paracaidistas.
La unidad esta especializada principalmente en paracaidismo avanzado, incursión aérea y contraterrorismo. También se encarga de salvaguardar la seguridad en aeropuertos, aviones comerciales, etc.
Al igual que sus contrapartes de primer nivel del Ejército Mexicano (Fuerza Especial de Reacción), así como la muy secreta unidad de la Armada de México (FES-AM), la unidad ha sido empleada en numerosas ocasiones en operaciones en contra del narcotráfico en el país, encargándose de realizar múltiples capturas a miembros y objetivos de alto rango dentro de los cárteles de la droga, demostrando su alta capacidad y efectividad como una de las mejores unidades de fuerzas especiales de México.

## Selección y capacidades
Los elementos que aspiran a la unidad, para ser seleccionados, primero deben formar parte de la Brigada de Fusileros Paracaidistas, y ser precursor de asalto aéreo, así contar con diversos cursos nacionales y en el extranjero, entre los que destacan los realizados en países como Estados Unidos, Alemania, Israel, etc.
La unidad se encuentra altamente capacitada para desempeñar las siguientes tareas:
- Contraterrorismo (intervenciones en aviones comerciales, aeropuertos, e instalaciones aéreas).
- Paracaidismo avanzado en caída libre y asalto aéreo por medio de saltos HALO/HAHO.
- Manejo especializado en manipulación de explosivos.
- Operaciones aeromóviles.
- Francotiradores/Tiradores selectos.
- Acción directa.
- Rescate de rehenes.
- Combate urbano y CQB.
- Reconocimiento especial.
- Capacidad de despliegue e incursión en múltiples terrenos (urbano, jungla, desierto, alta y media montaña, etc.)